# Ned Allan
Edward M. „Ned“ Allan (* 31. August 1875 in Montrose; † 18. November 1953 in Dundee) war ein schottischer Fußballspieler.

## Karriere
Allan, Sohn eines Krimkrieg-Veteranen, spielte zunächst im Lokalfußball von Montrose (Junior football) bei Renown, Albert (zwei Jahre) und Temperance Athletic (ein Jahr, Gewinn des Montrose Junior Cups), ehe er 1892/93 für den FC Montrose in der Northern League antrat. Dort bildete er mit dem Nationalspieler George Bowman das Verteidigerpaar, mit dem Klub gewann er durch einen 3:2-Erfolg über den FC Arbroath den Forfarshire District Charity Cup. Wirtschaftliche Gründe zwangen ihn in der Folge zum Umzug ins etwa 50 Kilometer weiter südlich gelegene Dundee, wo er sich zunächst dem FC Dundee anschloss, zur Saison 1896/97 kam er zu den Dundee Wanderers, die ebenfalls in der Northern League spielten. Dort bekleidete er normalerweise die Position des linken Verteidigers und stieg zum Mannschaftskapitän auf. Im Januar 1898 wurde er in einem Zeitungsartikel als „vornehmer Spieler“ charakterisiert, dessen „hervorstechendes Merkmal seine Beständigkeit ist. Er ergeht sich nie in raketenartige Anflüge von Genialität, aber es kann sich stets auf eine redliche Leistung verlassen werden.“ Im Februar 1899 war er anlässlich eines Auswahlspiels um den Evening Telegraph Cup zwischen der Forfarshire FA und der Pertshire FA Kapitän von Forfarshire, die Partie endete mit einem 3:2-Erfolg.
Im Oktober 1899 wechselte er nach London zu Millwall Athletic in die Southern League, die ihn als Ersatz für den wegen des Zweiten Burenkriegs einberufenen Arthur Beattie verpflichteten. Bei Millwall kam er ab Februar 1900 in der ersten Mannschaft zum Einsatz und bildete nahezu ausnahmslos mit Charles Burgess, mit dem er schon bei Montrose zusammengespielt hatte, das Verteidigerpaar; mit Außenläufer Arthur Millar gehörte ein weiterer Spieler aus Montrose zur Stammmannschaft. Hauptverantwortlich für diese Ansammlung von aus Montrose stammenden Spielern war der ebenfalls von dort stammende Übungsleiter Millwalls, Bob Hunter. Während in der Southern League am Saisonende lediglich ein Mittelfeldplatz belegt wurde, gewann das Team die Southern District Combination und erreichte im FA Cup das Halbfinale. Dabei schlug man im Viertelfinale im zweiten Wiederholungsspiel den amtierenden englischen Meister Aston Villa (dem am Saisonende auch die Titelverteidigung gelang) mit 2:1, im Halbfinale scheiterte man im Wiederholungsspiel am Ligakonkurrenten FC Southampton mit 0:3.
In der Sommerpause 1900 wechselte er gemeinsam mit seinem Abwehrkollegen Burgess zum nordostenglischen Erstligisten Newcastle United. Während Burgess im Verlauf der Saison 1900/01 mit Dave Gardner die Abwehrreihe bildete, blieb Allan nur die Rolle des Ersatzmanns. Er kam zu insgesamt vier Erstligaauftritten, wobei das Team ungeschlagen blieb (2 Siege, 2 Unentschieden). Allan wurde nicht über das Saisonende hinaus verpflichtet und kehrte für die Saison 1901/02 nach Schottland zurück, wo er sich dem FC Dundee anschloss. Bei Dundee sind für ihn keine Einsätze in der ersten Mannschaft überliefert, vermutlich blieb er auf Einsätze im Reserveteam beschränkt. Am Saisonende wurde er auch bei Dundee nicht weiterverpflichtet.
Im Juli 1902 kehrte er mit seinem Wechsel zum FC Watford in die Southern League zurück. Allan fungierte bei Watford als Mannschaftskapitän, während des zweiten Saisondrittels hatte er seinen Stammplatz vorübergehend verloren. Am Saisonende musste Watford als Tabellenvorletzter ein sogenanntes „Test Match“ um den Klassenverbleib gegen Brighton & Hove Albion bestreiten. Allan verpasste verletzungsbedingt die 3:5-Niederlage, bei der man einen 0:3-Rückstand zwischenzeitlich noch ausgleichen konnte, und der Verein musste in die Second Division absteigen. Bei der Erweiterung der obersten Spielklasse der Southern League um zwei Teams zur folgenden Saison gingen die Plätze an Plymouth Argyle und den FC Fulham.
Allan kehrte in der Folge nach Schottland zurück und ging wieder seinem bürgerlichen Beruf als Mechaniker nach. Im November 1903 befand er sich anlässlich eines Spiels zwischen der zweiten Mannschaft von Dundee und Montrose unter den Zuschauern im Dens Park.